# Enurace
Enurace is een diergeneesmiddel ter behandeling van ongewenst urineverlies veroorzaakt door een te lage spanning in de circulaire spieren die de urinebuis sluiten bij honden die een ovariectomie of ovariohysterectomie (verwijdering van de eierstokken) hebben ondergaan.
De werkzame stof van Enurace is Efedrinehydrochloride .